# Liste der Starts vom Space Launch Complex 40

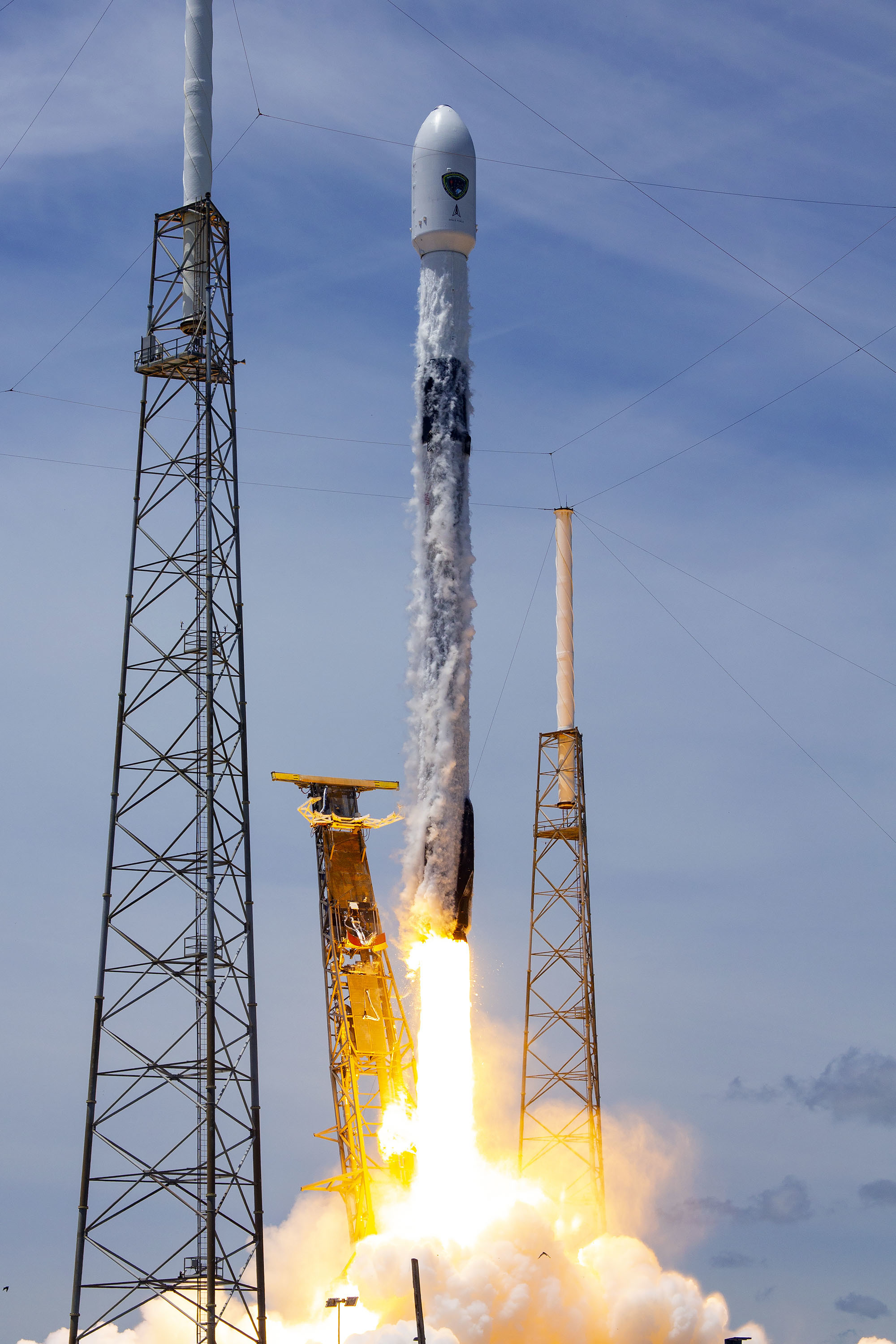
Start einer Falcon-9-Rakete am 17. Juni 2021

Dies ist eine vollständige Liste der Raketenstarts vom Space Launch Complex 40 der Cape Canaveral Space Force Station.

## Startlisten
Stand der Listen: 31. Dezember 2024

### Titan-Starts
| Start Nr. | Startdatum (UTC) | Raketentyp | Seriennr | Nutzlast | Art der Nutzlast | Umlaufbahn 1 | Anmerkungen |
| 1965 – 1966 – 1970 – 1971 – 1972 – 1973 – 1974 – 1975 – 1976 – 1977 – 1978 – 1979 – 1981 – 1982 – 1984 – 1987 – 1988 – 1989 – 1990 – 1992 – 1994 – 1995 – 1996 – 1997 – 1998 – 1999 – 2000 – 2001 – 2002 – 2003 – 2004 – 2005 | 1965 – 1966 – 1970 – 1971 – 1972 – 1973 – 1974 – 1975 – 1976 – 1977 – 1978 – 1979 – 1981 – 1982 – 1984 – 1987 – 1988 – 1989 – 1990 – 1992 – 1994 – 1995 – 1996 – 1997 – 1998 – 1999 – 2000 – 2001 – 2002 – 2003 – 2004 – 2005 | 1965 – 1966 – 1970 – 1971 – 1972 – 1973 – 1974 – 1975 – 1976 – 1977 – 1978 – 1979 – 1981 – 1982 – 1984 – 1987 – 1988 – 1989 – 1990 – 1992 – 1994 – 1995 – 1996 – 1997 – 1998 – 1999 – 2000 – 2001 – 2002 – 2003 – 2004 – 2005 | 1965 – 1966 – 1970 – 1971 – 1972 – 1973 – 1974 – 1975 – 1976 – 1977 – 1978 – 1979 – 1981 – 1982 – 1984 – 1987 – 1988 – 1989 – 1990 – 1992 – 1994 – 1995 – 1996 – 1997 – 1998 – 1999 – 2000 – 2001 – 2002 – 2003 – 2004 – 2005 | 1965 – 1966 – 1970 – 1971 – 1972 – 1973 – 1974 – 1975 – 1976 – 1977 – 1978 – 1979 – 1981 – 1982 – 1984 – 1987 – 1988 – 1989 – 1990 – 1992 – 1994 – 1995 – 1996 – 1997 – 1998 – 1999 – 2000 – 2001 – 2002 – 2003 – 2004 – 2005 | 1965 – 1966 – 1970 – 1971 – 1972 – 1973 – 1974 – 1975 – 1976 – 1977 – 1978 – 1979 – 1981 – 1982 – 1984 – 1987 – 1988 – 1989 – 1990 – 1992 – 1994 – 1995 – 1996 – 1997 – 1998 – 1999 – 2000 – 2001 – 2002 – 2003 – 2004 – 2005 | 1965 – 1966 – 1970 – 1971 – 1972 – 1973 – 1974 – 1975 – 1976 – 1977 – 1978 – 1979 – 1981 – 1982 – 1984 – 1987 – 1988 – 1989 – 1990 – 1992 – 1994 – 1995 – 1996 – 1997 – 1998 – 1999 – 2000 – 2001 – 2002 – 2003 – 2004 – 2005 | 1965 – 1966 – 1970 – 1971 – 1972 – 1973 – 1974 – 1975 – 1976 – 1977 – 1978 – 1979 – 1981 – 1982 – 1984 – 1987 – 1988 – 1989 – 1990 – 1992 – 1994 – 1995 – 1996 – 1997 – 1998 – 1999 – 2000 – 2001 – 2002 – 2003 – 2004 – 2005 |
| 1965 | 1965 | 1965 | 1965 | 1965 | 1965 | 1965 | 1965 |
| --- | --- | --- | --- | --- | --- | --- | --- |
| 1. | 18. Juni 1965 14:00 | Titan-3C | 3C-7 | Transtage 5 | Raketenoberstufen-Testflug | LEO | Erfolg Erstflug der Titan-3C. |
| 2. | 15. Oktober 1965 17:24 | Titan-3C | 3C-4 | LCS-2 OV2-1 | Radarkalibrationssatellit Experimentalsatellit | LEO | Fehlschlag Transtage-Oberstufe explodiert im Orbit, Totalverlust der Nutzlasten. |
| 1966 | | | | | | | |
| 3. | 3. November 1966 13:50 | Titan-3C | 3C-9 | OV4-1R, -1T, -3 OV1-6 Gemini-B | drei Experimentalsatelliten Experimentalsatellit experimentelle Raumkapsel | LEO suborbital | Erfolg |
| 1970 | | | | | | | |
| 4. | 8. April 1970 10:50 | Titan-3C | 3C-18 | Vela 6A, 6B | zwei Überwachungssatelliten | Höhe: ~ 100.000 km | Erfolg |
| 5. | 6. November 1970 10:35 | Titan-3(23)C | 3C-19 | DSP-1 | Frühwarnsatellit | GEO | Teilerfolg Erstflug der Titan-3(23)C, niedrigere Umlaufbahn erreicht. |
| 1971 | | | | | | | |
| 6. | 5. Mai 1971 07:43 | Titan-3(23)C | 3C-20 | DSP-2 | Frühwarnsatellit | GEO | Erfolg |
| 7. | 3. November 1971 03:09 | Titan-3(23)C | 3C-21 | DSCS-2 1, 2 | zwei milit. Kommunikationssatelliten | GEO | Erfolg |
| 1972 | | | | | | | |
| 8. | 1. März 1972 09:39 | Titan-3(23)C | 3C-22 | DSP-3 | Frühwarnsatellit | GEO | Erfolg |
| 1973 | | | | | | | |
| 9. | 13. Juni 1973 07:14 | Titan-3(23)C | 3C-24 | DSP-4 | Frühwarnsatellit | GEO | Erfolg |
| 10. | 13. Dezember 1973 23:57 | Titan-3(23)C | 3C-26 | DSCS-2 3, 4 | zwei milit. Kommunikationssatelliten | GEO | Erfolg |
| 1974 | | | | | | | |
| 11. | 30. Mai 1974 13:00 | Titan-3(23)C | 3C-27 | ATS-6 | Kommunikationssatellit | GEO | Erfolg |
| 1975 | | | | | | | |
| 12. | 20. Mai 1975 14:03 | Titan-3(23)C | 3C-25 | DSCS-2 5, 6 | zwei milit. Kommunikationssatelliten | GEO | Teilerfolg Gyroskop-Fehler der Transtage-Oberstufe, LEO erreicht. |
| 13. | 14. Dezember 1975 05:15 | Titan-3(23)C | 3C-29 | DSP-5 | Frühwarnsatellit | GEO | Erfolg |
| 1976 | | | | | | | |
| 14. | 15. März 1976 01:25 | Titan-3(23)C | 3C-30 | LES-8, -9 Solrad 11A, 11B | zwei experimentelle Kommunikationssatelliten zwei Forschungssatelliten | GEO Höhe: ~ 120.000 km | Erfolg |
| 15. | 26. Juni 1976 03:00 | Titan-3(23)C | 3C-28 | DSP-6 | Frühwarnsatellit | GEO | Erfolg |
| 1977 | | | | | | | |
| 16. | 6. Februar 1977 06:00 | Titan-3(23)C | 3C-23 | DSP-7 | Frühwarnsatellit | GEO | Erfolg |
| 17. | 12. Mai 1977 14:26 | Titan-3(23)C | 3C-32 | DSCS-2 7, 8 | zwei milit. Kommunikationssatelliten | GEO | Erfolg |
| 1978 | | | | | | | |
| 18. | 25. März 1978 18:09 | Titan-3(23)C | 3C-35 | DSCS-2 9, 10 | zwei milit. Kommunikationssatelliten | GEO | Fehlschlag Hydraulikfehler der Zweitstufe führt zu Selbstzerstörung der Rakete. |
| 19. | 10. Juni 1978 19:12 | Titan-3(23)C | 3C-33 | Chalet 8 | Aufklärungssatellit | MEO | Erfolg |
| 20. | 14. Dezember 1978 00:43 | Titan-3(23)C | 3C-36 | DSCS-2 11, 12 | zwei milit. Kommunikationssatelliten | GEO | Erfolg |
| 1979 | | | | | | | |
| 21. | 10. Juni 1979 13:39 | Titan-3(23)C | 3C-31 | DSP-8 | Frühwarnsatellit | GEO | Erfolg |
| 22. | 1. Oktober 1979 19:12 | Titan-3(23)C | 3C-34 | Chalet 9 | Aufklärungssatellit | MEO | Erfolg |
| 23. | 21. November 1979 21:36 | Titan-3(23)C | 3C-37 | DSCS-2 13, 14 | zwei milit. Kommunikationssatelliten | GEO | Erfolg |
| 1981 | | | | | | | |
| 24. | 16. März 1981 19:24 | Titan-3(23)C | 3C-40 | DSP-9 | Frühwarnsatellit | GEO | Erfolg |
| 25. | 31. Oktober 1981 09:22 | Titan-3(23)C | 3C-39 | Chalet 10 | Aufklärungssatellit | MEO | Erfolg |
| 1982 | | | | | | | |
| 26. | 6. März 1982 19:25 | Titan-3(23)C | 3C-38 | DSP-10 | Frühwarnsatellit | GEO | Erfolg |
| 27. | 30. Oktober 1982 03:05 | Titan-34D/IUS | 34D-1 | DSCS-2 16 DSCS-3 A1 | zwei milit. Kommunikationssatelliten | GEO | Erfolg Erster und letzter Start der Titan-34D/IUS. |
| 1984 | | | | | | | |
| 28. | 31. Januar 1984 09:22 | Titan-34D/Transtage | 34D-10 | Chalet 11 | Aufklärungssatellit | MEO | Erfolg Erstflug der Titan-34D/Transtage. |
| 29. | 14. April 1984 16:52 | Titan-34D/Transtage | 34D-11 | DSP-11 | Frühwarnsatellit | GEO | Erfolg |
| 30. | 22. Dezember 1984 00:02 | Titan-34D/Transtage | 34D-13 | DSP-12 | Frühwarnsatellit | GEO | Erfolg |
| 1987 | | | | | | | |
| 31. | 29. November 1987 03:28 | Titan-34D/Transtage | 34D-8 | DSP-13 | Frühwarnsatellit | GEO | Erfolg |
| 1988 | | | | | | | |
| 32. | 2. September 1988 12:05 | Titan-34D/Transtage | 34D-3 | Mercury 12 | Aufklärungssatellit | MEO | Teilerfolg Kammerdruckverlust der Transtage-Oberstufe, niedrigere Umlaufbahn erreicht. |
| 1989 | | | | | | | |
| 33. | 10. Mai 1989 19:47 | Titan-34D/Transtage | 34D-16 | Mercury 13 | Aufklärungssatellit | MEO | Erfolg |
| 34. | 4. September 1989 05:54 | Titan-34D/Transtage | 34D-2 | DSCS-2 15 DSCS-3 A2 | zwei milit. Kommunikationssatelliten | GEO | Erfolg |
| 1990 | | | | | | | |
| 35. | 1. Januar 1990 00:07 | Commercial Titan 3 | CT-1 | Skynet 4B JCSAT-2 | zwei Kommunikationssatelliten | GTO | Erfolg |
| 36. | 14. März 1990 11:52 | Commercial Titan 3 | CT-2 | Intelsat VI F-3 | Kommunikationssatellit | GTO | Teilerfolg Zweitstufe trennt sich nicht von Kickstufe, Satellit erreicht zu niedrige Umlaufbahn. Zwei Jahre später von Space Shuttle Endeavour in den richtigen Orbit gebracht, siehe auch STS-49.                            |
| 37. | 23. Juni 1990 11:19 | Commercial Titan 3 | CT-3 | Intelsat VI F-4 | Kommunikationssatellit | GTO | Erfolg |
| 1992 | | | | | | | |
| 38. | 25. September 1992 17:05 | Commercial Titan 3 | CT-4 | Mars Observer | Marssonde | heliozentrisch | Erfolg |
| 1994 | | | | | | | |
| 39. | 7. Februar 1994 21:47 | Titan-4(01)A/ Centaur-T | K-10/TC-12 | Milstar 1 | milit. Kommunikationssatellit | GEO | Erfolg |
| 40. | 22. Dezember 1994 22:19 | Titan-4(02)A/IUS | K-14/IUS-20 | DSP-17 | Frühwarnsatellit | GEO | Erfolg |
| 1995 | | | | | | | |
| 41. | 14. Mai 1995 13:45 | Titan-4(01)A/ Centaur-T | K-23/TC-17 | Orion 3 | Aufklärungssatellit | GEO | Erfolg |
| 42. | 6. November 1995 05:15 | Titan-4(01)A/ Centaur-T | K-21/TC-13 | Milstar 2 | milit. Kommunikationssatellit | GEO | Erfolg |
| 1996 | | | | | | | |
| 43. | 3. Juli 1996 00:31 | Titan-4(05)A | K-2 | SDS-2 4 | milit. Kommunikationssatellit | Molnija | Erfolg |
| 1997 | | | | | | | |
| 44. | 23. Februar 1997 20:20 | Titan-4(02)B/IUS | B-24/IUS-4 | DSP-18 | Frühwarnsatellit | GEO | Erfolg |
| 45. | 15. Oktober 1997 08:43 | Titan-4(01)B/ Centaur-T | B-33/TC-21 | Cassini-Huygens | Raumsonde zum Saturn | Fluchtbahn | Erfolg |
| 1998 | | | | | | | |
| 46. | 9. Mai 1998 01:38 | Titan-4(01)B/ Centaur-T | B-25/TC-18 | Orion 4 | Aufklärungssatellit | GEO | Erfolg |
| 1999 | | | | | | | |
| 47. | 30. April 1999 16:30 | Titan-4(01)B/ Centaur-T | B-32/TC-14 | Milstar 3 | milit. Kommunikationssatellit | GEO | Fehlschlag Programmierfehler der Oberstufe lässt Nutzlast in unbrauchbarem Orbit. |
| 2000 | | | | | | | |
| 48. | 8. Mai 2000 16:01 | Titan-4(02)B/IUS | B-29/IUS-22 | DSP-20 | Frühwarnsatellit | GEO | Erfolg |
| 2001 | | | | | | | |
| 49. | 27. Februar 2001 21:20 | Titan-4(01)B/ Centaur-T | B-41/TC-22 | Milstar 4 | milit. Kommunikationssatellit | GEO | Erfolg |
| 50. | 6. August 2001 07:28 | Titan-4(02)B/IUS | B-31/IUS-16 | DSP-21 | Frühwarnsatellit | GEO | Erfolg |
| 2002 | | | | | | | |
| 51. | 16. Januar 2002 00:30 | Titan-4(01)B/ Centaur-T | B-38/TC-19 | Milstar 5 | milit. Kommunikationssatellit | GEO | Erfolg |
| 2003 | | | | | | | |
| 52. | 8. April 2003 13:43 | Titan-4(01)B/ Centaur-T | B-35/TC-23 | Milstar 6 | milit. Kommunikationssatellit | GEO | Erfolg |
| 53. | 9. September 2003 04:29 | Titan-4(01)B/ Centaur-T | B-36/TC-20 | Orion 5 | Aufklärungssatellit | GEO | Erfolg |
| 2004 | | | | | | | |
| 54. | 24. Februar 2004 18:50 | Titan-4(02)B/IUS | B-39/IUS-10 | DSP-22 | Frühwarnsatellit | GEO | Erfolg |
| 2005 | | | | | | | |
| 55. | 30. April 2005 00:50 | Titan-4(05)B | B-30 | Lacrosse 5 | Frühwarnsatellit | LEO | Erfolg Letzter Flug der Titan-4. |

### Falcon-9-Starts
| Start Nr.                                                                                       | Startdatum (UTC)                                                                                | Raketentyp                                                                                      | S/N (Booster)                                                                                   | Nutzlast                                                                                        | Art der Nutzlast | Umlaufbahn                                                                                      | Anmerkungen |
| 2010 – 2012 – 2013 – 2014 – 2015 – 2016 – 2017 – 2018 – 2019 – 2020 – 2021 – 2022 – 2023 – 2024 | 2010 – 2012 – 2013 – 2014 – 2015 – 2016 – 2017 – 2018 – 2019 – 2020 – 2021 – 2022 – 2023 – 2024 | 2010 – 2012 – 2013 – 2014 – 2015 – 2016 – 2017 – 2018 – 2019 – 2020 – 2021 – 2022 – 2023 – 2024 | 2010 – 2012 – 2013 – 2014 – 2015 – 2016 – 2017 – 2018 – 2019 – 2020 – 2021 – 2022 – 2023 – 2024 | 2010 – 2012 – 2013 – 2014 – 2015 – 2016 – 2017 – 2018 – 2019 – 2020 – 2021 – 2022 – 2023 – 2024 | 2010 – 2012 – 2013 – 2014 – 2015 – 2016 – 2017 – 2018 – 2019 – 2020 – 2021 – 2022 – 2023 – 2024                                                                                | 2010 – 2012 – 2013 – 2014 – 2015 – 2016 – 2017 – 2018 – 2019 – 2020 – 2021 – 2022 – 2023 – 2024 | 2010 – 2012 – 2013 – 2014 – 2015 – 2016 – 2017 – 2018 – 2019 – 2020 – 2021 – 2022 – 2023 – 2024                                                                               |
| 2010                                                                                            | 2010                                                                                            | 2010                                                                                            | 2010                                                                                            | 2010                                                                                            | 2010 | 2010                                                                                            | 2010 |
| ----------------------------------------------------------------------------------------------- | ----------------------------------------------------------------------------------------------- | ----------------------------------------------------------------------------------------------- | ----------------------------------------------------------------------------------------------- | ----------------------------------------------------------------------------------------------- | --- | ----------------------------------------------------------------------------------------------- | --- |
| 56.                                                                                             | 4. Juni 2010 18:45                                                                              | Falcon 9 v1.0                                                                                   | B0003                                                                                           | Dragon-Qualifikationseinheit                                                                    | Modell der Dragon-Kapsel | LEO                                                                                             | Erfolg Erstflug der Falcon 9. |
| 57.                                                                                             | 8. Dezember 2010 05:43                                                                          | Falcon 9 v1.0                                                                                   |                                                                                                 | NASA COTS Demo 1 Dragon C1 SMDC-ONE 1 QbX 1, 2 Mayflower-Caerus Perseus 000–003                 | Dragon-Kapsel Amateurfunksatellit zwei Technologieerprobungssatelliten Technologieerprobungssatellit vier Technologieerprobungssatelliten                                      | LEO                                                                                             | Erfolg |
| 2012                                                                                            |                                                                                                 |                                                                                                 |                                                                                                 |                                                                                                 | |                                                                                                 | |
| 58.                                                                                             | 22. Mai 2012 07:44                                                                              | Falcon 9 v1.0                                                                                   |                                                                                                 | NASA COTS Demo 2 Dragon C2 Celestis 11                                                          | Dragon-Kapsel Weltraumbestattung | LEO                                                                                             | Erfolg |
| 59.                                                                                             | 8. Oktober 2012 00:35                                                                           | Falcon 9 v1.0                                                                                   |                                                                                                 | SpaceX CRS-1 Orbcomm FM101                                                                      | Dragon-Kapsel Kommunikationssatellit | LEO                                                                                             | Teilerfolg Triebwerksausfall eines der 9 Triebwerke der Erststufe 79 Sekunden nach dem Start. Erfolgreicher Versorgungsflug zur ISS mit der Dragon-Kapsel.                    |
| 2013                                                                                            |                                                                                                 |                                                                                                 |                                                                                                 |                                                                                                 | |                                                                                                 | |
| 60.                                                                                             | 1. März 2013 15:10                                                                              | Falcon 9 v1.0                                                                                   |                                                                                                 | SpaceX CRS-2                                                                                    | Dragon-Kapsel | LEO                                                                                             | Erfolg |
| 61.                                                                                             | 3. Dezember 2013 22:41                                                                          | Falcon 9 v1.1                                                                                   |                                                                                                 | SES-8                                                                                           | Kommunikationssatellit | GTO                                                                                             | Erfolg |
| 2014                                                                                            |                                                                                                 |                                                                                                 |                                                                                                 |                                                                                                 | |                                                                                                 | |
| 62.                                                                                             | 6. Januar 2014 22:06                                                                            | Falcon 9 v1.1                                                                                   |                                                                                                 | Thaicom 6                                                                                       | Kommunikationssatellit | GTO                                                                                             | Erfolg |
| 63.                                                                                             | 18. April 2014 19:25                                                                            | Falcon 9 v1.1                                                                                   |                                                                                                 | SpaceX CRS-3 OPALS HDEV KickSat 1 ALL-STAR/THEIA PhoneSat 2.5 TSAT SporeSat 1                   | Dragon-Kapsel Laserkommunikationsnutzlast für die ISS Kameranutzlast für die ISS Technologieerprobungssatellit Forschungssatellit                                              | LEO                                                                                             | Erfolg |
| 64.                                                                                             | 14. Juli 2014 15:15                                                                             | Falcon 9 v1.1                                                                                   |                                                                                                 | Orbcomm OG2                                                                                     | sechs Kommunikationssatelliten | LEO                                                                                             | Erfolg |
| 65.                                                                                             | 5. August 2014 08:00                                                                            | Falcon 9 v1.1                                                                                   |                                                                                                 | AsiaSat 8                                                                                       | Kommunikationssatellit | GTO                                                                                             | Erfolg |
| 66.                                                                                             | 7. September 2014 05:00                                                                         | Falcon 9 v1.1                                                                                   |                                                                                                 | AsiaSat 6                                                                                       | Kommunikationssatellit | GTO                                                                                             | Erfolg |
| 67.                                                                                             | 21. September 2014 05:52                                                                        | Falcon 9 v1.1                                                                                   |                                                                                                 | SpaceX CRS-4 RapidScat SpinSat                                                                  | Dragon-Kapsel Scatterometernutzlast für die ISS Forschungssatellit | LEO                                                                                             | Erfolg |
| 2015                                                                                            |                                                                                                 |                                                                                                 |                                                                                                 |                                                                                                 | |                                                                                                 | |
| 68.                                                                                             | 10. Januar 2015 09:47                                                                           | Falcon 9 v1.1                                                                                   |                                                                                                 | SpaceX CRS-5 2× Flock-1d’ AESP-14                                                               | Dragon-Kapsel zwei Erdbeobachtungssatelliten Forschungssatellit | LEO                                                                                             | Erfolg Bruchlandung der Erststufe auf dem Autonomous spaceport drone ship. |
| 69.                                                                                             | 11. Februar 2015 23:03                                                                          | Falcon 9 v1.1                                                                                   |                                                                                                 | DSCOVR                                                                                          | Erdbeobachtungssatellit | HEO                                                                                             | Erfolg |
| 70.                                                                                             | 2. März 2015 03:50                                                                              | Falcon 9 v1.1                                                                                   |                                                                                                 | ABS-3A Eutelsat 115 West B                                                                      | zwei Kommunikationssatelliten | GTO                                                                                             | Erfolg |
| 71.                                                                                             | 14. April 2015 20:10                                                                            | Falcon 9 v1.1                                                                                   |                                                                                                 | SpaceX CRS-6 14× Flock-1e Arkyd 3R Centennial 1                                                 | Dragon-Kapsel Erdbeobachtungssatelliten Technologieerprobungssatellit | LEO                                                                                             | Erfolg Bruchlandung der Erststufe auf dem Autonomous spaceport drone ship. |
| 72.                                                                                             | 27. April 2015 23:03                                                                            | Falcon 9 v1.1                                                                                   |                                                                                                 | TurkmenAlem52E (MonacoSat 1)                                                                    | Kommunikationssatellit | GTO                                                                                             | Erfolg |
| 73.                                                                                             | 28. Juni 2015 14:21                                                                             | Falcon 9 v1.1                                                                                   |                                                                                                 | SpaceX CRS-7 IDA-1 8× Flock-1f                                                                  | Dragon-Kapsel ISS-Kopplungsadapter Erdbeobachtungssatelliten | LEO                                                                                             | Fehlschlag Bei 2:19 Minuten nach Start beginnendes strukturelles Versagen der Zweitstufe, bis 2:27 brach der Träger dann komplett auseinander.                                |
| 74.                                                                                             | 22. Dezember 2015 01:29                                                                         | Falcon 9 v1.2                                                                                   | B1019.1                                                                                         | Orbcomm OG2                                                                                     | elf Kommunikationssatelliten | LEO                                                                                             | Erfolg Erstmals erfolgreicher Rückflug und Landung der Erststufe auf der Landing Zone 1, erster Start einer Falcon 9 v1.2. Hauptartikel: Falcon-9-Flug 20                     |
| 2016                                                                                            |                                                                                                 |                                                                                                 |                                                                                                 |                                                                                                 | |                                                                                                 | |
| 75.                                                                                             | 4. März 2016 23:35                                                                              | Falcon 9 v1.2                                                                                   | B1020.1                                                                                         | SES-9                                                                                           | Kommunikationssatellit | GTO                                                                                             | Erfolg Bruchlandung der Erststufe auf dem Autonomous spaceport drone ship. |
| 76.                                                                                             | 8. April 2016 20:43                                                                             | Falcon 9 v1.2                                                                                   | B1021.1                                                                                         | SpaceX CRS-8 BEAM                                                                               | Dragon-Kapsel ISS-Modul | LEO                                                                                             | Erfolg Erste erfolgreiche See-Landung der Erststufe auf Of Course I Still Love You.                                                                                           |
| 77.                                                                                             | 6. Mai 2016 05:21                                                                               | Falcon 9 v1.2                                                                                   | B1022.1                                                                                         | JCSAT-14                                                                                        | Kommunikationssatellit | GTO                                                                                             | Erfolg |
| 78.                                                                                             | 27. Mai 2016 21:39                                                                              | Falcon 9 v1.2                                                                                   | B1023.1                                                                                         | Thaicom 8                                                                                       | Kommunikationssatellit | GTO                                                                                             | Erfolg |
| 79.                                                                                             | 15. Juni 2016 14:29                                                                             | Falcon 9 v1.2                                                                                   | B1024.1                                                                                         | Eutelsat 117 West B ABS-2A                                                                      | zwei Kommunikationssatelliten | GTO                                                                                             | Erfolg Bruchlandung der Erststufe auf dem Autonomous spaceport drone ship. |
| 80.                                                                                             | 18. Juli 2016 04:45                                                                             | Falcon 9 v1.2                                                                                   | B1025.1                                                                                         | SpaceX CRS-9 IDA-2                                                                              | Dragon-Kapsel ISS-Kopplungsadapter | LEO                                                                                             | Erfolg |
| 81.                                                                                             | 14. August 2016 05:26                                                                           | Falcon 9 v1.2                                                                                   | B1026.1                                                                                         | JCSAT-16                                                                                        | Kommunikationssatellit | GTO                                                                                             | Erfolg |
| 82.                                                                                             | 3. September 2016 07:00–09:00 (geplant)                                                         | Falcon 9 v1.2                                                                                   | B1028.1                                                                                         | AMOS-6                                                                                          | Kommunikationssatellit | GTO                                                                                             | Fehlschlag Rakete explodierte bei einem routinemäßigen Testlauf am 1. September 2016, drei Tage vor dem geplanten Starttermin, auf der Startrampe, Totalverlust der Nutzlast. |
| 2017                                                                                            |                                                                                                 |                                                                                                 |                                                                                                 |                                                                                                 | |                                                                                                 | |
| 83.                                                                                             | 15. Dezember 2017 15:36                                                                         | Falcon 9 Block 3                                                                                | B1035.2                                                                                         | SpaceX CRS-13                                                                                   | Dragon-Kapsel | LEO                                                                                             | Erfolg |
| 2018                                                                                            |                                                                                                 |                                                                                                 |                                                                                                 |                                                                                                 | |                                                                                                 | |
| 84.                                                                                             | 8. Januar 2018 01:00                                                                            | Falcon 9 Block 4                                                                                | B1043.1                                                                                         | Zuma (USA-280)                                                                                  | militärische Nutzlast | LEO                                                                                             | Erfolg |
| 85.                                                                                             | 31. Januar 2018 21:25                                                                           | Falcon 9 Block 3                                                                                | B1032.2                                                                                         | GovSat-1                                                                                        | Kommunikationssatellit | GTO                                                                                             | Erfolg |
| 86.                                                                                             | 6. März 2018 05:33                                                                              | Falcon 9 Block 4                                                                                | B1044.1                                                                                         | Hispasat 30W-6 PODSAT 1                                                                         | Kommunikationssatellit Technologieerprobungssatellit | GTO                                                                                             | Erfolg |
| 87.                                                                                             | 2. April 2018 20:30                                                                             | Falcon 9 Block 4                                                                                | B1039.2                                                                                         | SpaceX CRS-14 RemoveDebris Ubakusat 1KUNS-PF Irazú                                              | Dragon-Kapsel Technologieerprobungs- und Ausbildungssatelliten | LEO                                                                                             | Erfolg |
| 88.                                                                                             | 18. April 2018 22:51                                                                            | Falcon 9 Block 4                                                                                | B1045.1                                                                                         | TESS                                                                                            | Weltraumteleskop | HEO                                                                                             | Erfolg |
| 89.                                                                                             | 4. Juni 2018 04:45                                                                              | Falcon 9 Block 4/5                                                                              | B1040.2                                                                                         | SES-12                                                                                          | Kommunikationssatellit | GTO                                                                                             | Erfolg |
| 90.                                                                                             | 29. Juni 2018 09:42                                                                             | Falcon 9 Block 4/5                                                                              | B1045.2                                                                                         | SpaceX CRS-15 Bhutan-1 UiTMSat 1 Maya 1                                                         | Dragon-Kapsel Hochschulprojekt/Cubesat | LEO                                                                                             | Erfolg |
| 91.                                                                                             | 22. Juli 2018 05:50                                                                             | Falcon 9 Block 5                                                                                | B1047.1                                                                                         | Telstar 19V                                                                                     | Kommunikationssatellit | GTO                                                                                             | Erfolg |
| 92.                                                                                             | 7. August 2018 05:18                                                                            | Falcon 9 Block 5                                                                                | B1046.2                                                                                         | Merah Putih (Telkom 4)                                                                          | Kommunikationssatellit | GTO                                                                                             | Erfolg |
| 93.                                                                                             | 10. September 2018 04:45                                                                        | Falcon 9 Block 5                                                                                | B1049.1                                                                                         | Telstar 18V                                                                                     | Kommunikationssatellit | GTO                                                                                             | Erfolg |
| 94.                                                                                             | 5. Dezember 2018 18:16                                                                          | Falcon 9 Block 5                                                                                | B1050.1                                                                                         | SpaceX CRS-16 Elana 21: Delphini 1 2× CAT Quantum Radar                                         | Dragon-Kapsel zwei Forschungs-Cubesats Technologieerprobungssatellit zwei Technologieerprobungssatelliten Technologieerprobungssatellit                                        | LEO                                                                                             | Erfolg |
| 95.                                                                                             | 23. Dezember 2018 13:51                                                                         | Falcon 9 Block 5                                                                                | B1054                                                                                           | GPS III-1                                                                                       | Navigationssatellit | MTO                                                                                             | Erfolg |
| 2019                                                                                            |                                                                                                 |                                                                                                 |                                                                                                 |                                                                                                 | |                                                                                                 | |
| 96.                                                                                             | 22. Februar 2019 01:45                                                                          | Falcon 9 Block 5                                                                                | B1048.3                                                                                         | Nusantara Satu (PSN-6) S5 Beresheet                                                             | Kommunikationssatellit Technologieerprobungssatellit Mondlander | GTO                                                                                             | Erfolg |
| 97.                                                                                             | 4. Mai 2019 06:48                                                                               | Falcon 9 Block 5                                                                                | B1056.1                                                                                         | SpaceX CRS-17 Red-Eye 1                                                                         | Dragon-Kapsel Technologieerprobungssatellit | LEO                                                                                             | Erfolg |
| 98.                                                                                             | 24. Mai 2019 02:30                                                                              | Falcon 9 Block 5                                                                                | B1049.3                                                                                         | Starlink v0.9                                                                                   | 60 Kommunikationssatelliten (Testsatelliten) | LEO                                                                                             | Erfolg |
| 99.                                                                                             | 25. Juli 2019 22:02                                                                             | Falcon 9 Block 5                                                                                | B1056.2                                                                                         | SpaceX CRS-18 IDA-3 Elana 27: RFTSat ORCA Quantum Radar 3 NARSScube 2                           | Dragon 1 ISS-Dockingadapter Technologieerprobungssatellit | LEO                                                                                             | Erfolg |
| 100.                                                                                            | 6. August 2019 23:23                                                                            | Falcon 9 Block 5                                                                                | B1047.3                                                                                         | AMOS-17                                                                                         | Kommunikationssatellit | GTO                                                                                             | Erfolg |
| 101.                                                                                            | 11. November 2019 14:56                                                                         | Falcon 9 Block 5                                                                                | B1048.4                                                                                         | Starlink v1.0 L1                                                                                | 60 Kommunikationssatelliten | LEO                                                                                             | Erfolg |
| 102.                                                                                            | 5. Dezember 2019 17:29                                                                          | Falcon 9 Block 5                                                                                | B1059.1                                                                                         | SpaceX CRS-19 Elana 28: Elana 25B VPM MakerSat 1 MiniCarb ORCA 2, 8 QARMAN                      | Dragon 1 zwei Forschungs-Cubesats drei Forschungs-Cubesats Technologieerprobungssatellit Forschungssatellit zwei Technologieerprobungssatelliten Technologieerprobungssatellit | LEO                                                                                             | Erfolg |
| 103.                                                                                            | 17. Dezember 2019 00:10                                                                         | Falcon 9 Block 5                                                                                | B1056.3                                                                                         | JCSAT-18                                                                                        | Kommunikationssatellit | GTO                                                                                             | Erfolg |
| 2020                                                                                            |                                                                                                 |                                                                                                 |                                                                                                 |                                                                                                 | |                                                                                                 | |
| 104.                                                                                            | 7. Januar 2020 02:19                                                                            | Falcon 9 Block 5                                                                                | B1049.4                                                                                         | Starlink v1.0 L2                                                                                | 60 Kommunikationssatelliten | LEO                                                                                             | Erfolg |
| 105.                                                                                            | 29. Januar 2020 14:06                                                                           | Falcon 9 Block 5                                                                                | B1051.3                                                                                         | Starlink v1.0 L3                                                                                | 60 Kommunikationssatelliten | LEO                                                                                             | Erfolg |
| 106.                                                                                            | 17. Februar 2020 15:05                                                                          | Falcon 9 Block 5                                                                                | B1056.4                                                                                         | Starlink v1.0 L4                                                                                | 60 Kommunikationssatelliten | LEO                                                                                             | Erfolg |
| 107.                                                                                            | 7. März 2020 04:50                                                                              | Falcon 9 Block 5                                                                                | B1059.2                                                                                         | SpaceX CRS-20 Gundam-Satellit Quetzal 1 ULTP (Lynk)                                             | Dragon 1 Olympia-2020-Werbesatellit Technologieerprobungssatellit | LEO                                                                                             | Erfolg |
| 108.                                                                                            | 4. Juni 2020 01:25                                                                              | Falcon 9 Block 5                                                                                | B1049.5                                                                                         | Starlink v1.0 L7                                                                                | 60 Kommunikationssatelliten | LEO                                                                                             | Erfolg |
| 109.                                                                                            | 13. Juni 2020 09:21                                                                             | Falcon 9 Block 5                                                                                | B1059.3                                                                                         | Starlink v1.0 L8 SkySat 16–18                                                                   | 58 Kommunikationssatelliten drei Erdbeobachtungssatelliten | LEO                                                                                             | Erfolg |
| 110.                                                                                            | 30. Juni 2020 20:10                                                                             | Falcon 9 Block 5                                                                                | B1060.1                                                                                         | GPS III-3                                                                                       | Navigationssatellit | MTO                                                                                             | Erfolg |
| 111.                                                                                            | 20. Juli 2020 21:30                                                                             | Falcon 9 Block 5                                                                                | B1058.2                                                                                         | Anasis-II                                                                                       | milit. Kommunikationssatellit | GTO                                                                                             | Erfolg |
| 112.                                                                                            | 18. August 2020 14:31                                                                           | Falcon 9 Block 5                                                                                | B1049.6                                                                                         | Starlink v1.0 L10                                                                               | 60 Kommunikationssatelliten | LEO                                                                                             | Erfolg |
| 113.                                                                                            | 30. August 2020 23:19                                                                           | Falcon 9 Block 5                                                                                | B1059.4                                                                                         | SAOCOM 1B GNOMES 1 EG-1 (Tyvak 0172)                                                            | Erdbeobachtung, Radar Wettersatellit Kommunikationssatellit | SSO                                                                                             | Erfolg |
| 114.                                                                                            | 24. Oktober 2020 15:31                                                                          | Falcon 9 Block 5                                                                                | B1060.3                                                                                         | Starlink v1.0 L14                                                                               | 60 Kommunikationssatelliten | LEO                                                                                             | Erfolg |
| 115.                                                                                            | 5. November 2020 23:24                                                                          | Falcon 9 Block 5                                                                                | B1062.1                                                                                         | GPS III-4                                                                                       | Navigationssatellit | MTO                                                                                             | Erfolg |
| 116.                                                                                            | 25. November 2020 02:13                                                                         | Falcon 9 Block 5                                                                                | B1049.7                                                                                         | Starlink v1.0 L15                                                                               | 60 Kommunikationssatelliten | LEO                                                                                             | Erfolg |
| 117.                                                                                            | 13. Dezember 2020 17:30                                                                         | Falcon 9 Block 5                                                                                | B1051.7                                                                                         | SXM-7                                                                                           | Kommunikationssatellit | GTO                                                                                             | Erfolg |
| 2021                                                                                            |                                                                                                 |                                                                                                 |                                                                                                 |                                                                                                 | |                                                                                                 | |
| 118.                                                                                            | 8. Januar 2021 02:15                                                                            | Falcon 9 Block 5                                                                                | B1060.4                                                                                         | Türksat 5A                                                                                      | Kommunikationssatellit | GTO                                                                                             | Erfolg |
| 119.                                                                                            | 24. Januar 2021 15:00                                                                           | Falcon 9 Block 5                                                                                | B1058.5                                                                                         | Transporter-1                                                                                   | Rideshare-Mission | SSO                                                                                             | Erfolg |
| 120.                                                                                            | 4. Februar 2021 06:19                                                                           | Falcon 9 Block 5                                                                                | B1060.5                                                                                         | Starlink v1.0 L18                                                                               | 60 Kommunikationssatelliten | LEO                                                                                             | Erfolg |
| 121.                                                                                            | 16. Februar 2021 03:59                                                                          | Falcon 9 Block 5                                                                                | B1059.6                                                                                         | Starlink v1.0 L19                                                                               | 60 Kommunikationssatelliten | LEO                                                                                             | Erfolg |
| 122.                                                                                            | 11. März 2021 08:13                                                                             | Falcon 9 Block 5                                                                                | B1058.6                                                                                         | Starlink v1.0 L20                                                                               | 60 Kommunikationssatelliten | LEO                                                                                             | Erfolg |
| 123.                                                                                            | 24. März 2021 08:28                                                                             | Falcon 9 Block 5                                                                                | B1060.6                                                                                         | Starlink v1.0 L22                                                                               | 60 Kommunikationssatelliten | LEO                                                                                             | Erfolg |
| 124.                                                                                            | 7. April 2021 16:34                                                                             | Falcon 9 Block 5                                                                                | B1058.7                                                                                         | Starlink v1.0 L23                                                                               | 60 Kommunikationssatelliten | LEO                                                                                             | Erfolg |
| 125.                                                                                            | 29. April 2021 03:44                                                                            | Falcon 9 Block 5                                                                                | B1060.7                                                                                         | Starlink v1.0 L24                                                                               | 60 Kommunikationssatelliten | LEO                                                                                             | Erfolg |
| 126.                                                                                            | 9. Mai 2021 06:42                                                                               | Falcon 9 Block 5                                                                                | B1051.10                                                                                        | Starlink v1.0 L27                                                                               | 60 Kommunikationssatelliten | LEO                                                                                             | Erfolg |
| 127.                                                                                            | 26. Mai 2021 18:59                                                                              | Falcon 9 Block 5                                                                                | B1063.2                                                                                         | Starlink v1.0 L28                                                                               | 60 Kommunikationssatelliten | LEO                                                                                             | Erfolg |
| 128.                                                                                            | 6. Juni 2021 04:26                                                                              | Falcon 9 Block 5                                                                                | B1061.3                                                                                         | SXM-8                                                                                           | Kommunikationssatellit | GTO                                                                                             | Erfolg |
| 129.                                                                                            | 17. Juni 2021 16:09                                                                             | Falcon 9 Block 5                                                                                | B1062.2                                                                                         | GPS III-5                                                                                       | Navigationssatellit | MTO                                                                                             | Erfolg |
| 130.                                                                                            | 30. Juni 2021 07:14                                                                             | Falcon 9 Block 5                                                                                | B1060.8                                                                                         | Transporter-2                                                                                   | Rideshare-Mission | SSO                                                                                             | Erfolg |
| 131.                                                                                            | 13. November 2021 12:19                                                                         | Falcon 9 Block 5                                                                                | B1058.9                                                                                         | Starlink Group 4-1                                                                              | 53 Kommunikationssatelliten | LEO                                                                                             | Erfolg |
| 132.                                                                                            | 2. Dezember 2021 23:12                                                                          | Falcon 9 Block 5                                                                                | B1060.9                                                                                         | Starlink Group 4-3 BlackSky Global 12 und 13                                                    | 48 Kommunikationssatelliten 2 Erdbeobachtungssatelliten | LEO                                                                                             | Erfolg |
| 133.                                                                                            | 19. Dezember 2021 03:58                                                                         | Falcon 9 Block 5                                                                                | B1067.3                                                                                         | Türksat 5B                                                                                      | Kommunikationssatellit | GTO                                                                                             | Erfolg |
| 2022                                                                                            |                                                                                                 |                                                                                                 |                                                                                                 |                                                                                                 | |                                                                                                 | |
| 134.                                                                                            | 13. Januar 2022 15:25                                                                           | Falcon 9 Block 5                                                                                | B1058.10                                                                                        | Transporter-3                                                                                   | Rideshare-Mission | SSO                                                                                             | Erfolg |
| 135.                                                                                            | 31. Januar 2022 23:11                                                                           | Falcon 9 Block 5                                                                                | B1052.3                                                                                         | CSG-2                                                                                           | Erdbeobachtungssatellit | SSO                                                                                             | Erfolg |
| 136.                                                                                            | 21. Februar 2022 14:44                                                                          | Falcon 9 Block 5                                                                                | B1058.11                                                                                        | Starlink Group 4-8                                                                              | 46 Kommunikationssatelliten | LEO                                                                                             | Erfolg |
| 137.                                                                                            | 9. März 2022 13:45                                                                              | Falcon 9 Block 5                                                                                | B1052.4                                                                                         | Starlink Group 4-10                                                                             | 48 Kommunikationssatelliten | LEO                                                                                             | Erfolg |
| 138.                                                                                            | 19. März 2022 04:42                                                                             | Falcon 9 Block 5                                                                                | B1051.12                                                                                        | Starlink Group 4-12                                                                             | 53 Kommunikationssatelliten | LEO                                                                                             | Erfolg |
| 139.                                                                                            | 1. April 2022 16:24                                                                             | Falcon 9 Block 5                                                                                | B1061.7                                                                                         | Transporter-4                                                                                   | Rideshare-Mission | SSO                                                                                             | Erfolg |
| 140.                                                                                            | 21. April 2022 17:51                                                                            | Falcon 9 Block 5                                                                                | B1060.12                                                                                        | Starlink Group 4-14                                                                             | 53 Kommunikationssatelliten | LEO                                                                                             | Erfolg |
| 141.                                                                                            | 29. April 2022 21:27                                                                            | Falcon 9 Block 5                                                                                | B1062.6                                                                                         | Starlink Group 4-16                                                                             | 53 Kommunikationssatelliten | LEO                                                                                             | Erfolg |
| 142.                                                                                            | 14. Mai 2022 20:40                                                                              | Falcon 9 Block 5                                                                                | B1073.1                                                                                         | Starlink Group 4-15                                                                             | 53 Kommunikationssatelliten | LEO                                                                                             | Erfolg |
| 143.                                                                                            | 25. Mai 2022 18:35                                                                              | Falcon 9 Block 5                                                                                | B1061.8                                                                                         | Transporter-5                                                                                   | Rideshare-Mission | SSO                                                                                             | Erfolg |
| 144.                                                                                            | 8. Juni 2022 21:04                                                                              | Falcon 9 Block 5                                                                                | B1062.7                                                                                         | Nilesat 301                                                                                     | Kommunikationssatellit | GTO                                                                                             | Erfolg |
| 145.                                                                                            | 19. Juni 2022 04:27                                                                             | Falcon 9 Block 5                                                                                | B1061.9                                                                                         | Globalstar FM15 USA-328–USA-331                                                                 | Kommunikationssatellit vier milit. Satelliten | LEO                                                                                             | Erfolg |
| 146.                                                                                            | 29. Juni 2022 21:04                                                                             | Falcon 9 Block 5                                                                                | B1073.2                                                                                         | SES-22                                                                                          | Kommunikationssatellit | GTO                                                                                             | Erfolg |
| 147.                                                                                            | 7. Juli 2022 13:11                                                                              | Falcon 9 Block 5                                                                                | B1058.13                                                                                        | Starlink Group 4-21                                                                             | 53 Kommunikationssatelliten | LEO                                                                                             | Erfolg |
| 148.                                                                                            | 17. Juli 2022 14:20                                                                             | Falcon 9 Block 5                                                                                | B1051.13                                                                                        | Starlink Group 4-22                                                                             | 53 Kommunikationssatelliten | LEO                                                                                             | Erfolg |
| 149.                                                                                            | 4. August 2022 23:08                                                                            | Falcon 9 Block 5                                                                                | B1052.6                                                                                         | Danuri                                                                                          | Mondorbiter | Fluchtbahn                                                                                      | Erfolg |
| 150.                                                                                            | 19. August 2022 19:21                                                                           | Falcon 9 Block 5                                                                                | B1062.9                                                                                         | Starlink Group 4-27                                                                             | 53 Kommunikationssatelliten | LEO                                                                                             | Erfolg |
| 151.                                                                                            | 28. August 2022 03:41                                                                           | Falcon 9 Block 5                                                                                | B1069.2                                                                                         | Starlink Group 4-23                                                                             | 54 Kommunikationssatelliten | LEO                                                                                             | Erfolg |
| 152.                                                                                            | 5. September 2022 02:09                                                                         | Falcon 9 Block 5                                                                                | B1052.7                                                                                         | Starlink Group 4-20 Sherpa-LTC 2                                                                | 51 Kommunikationssatelliten Raumschlepper | LEO                                                                                             | Erfolg |
| 153.                                                                                            | 19. September 2022 00:18                                                                        | Falcon 9 Block 5                                                                                | B1067.6                                                                                         | Starlink Group 4-34                                                                             | 54 Kommunikationssatelliten | LEO                                                                                             | Erfolg |
| 154.                                                                                            | 24. September 2022 23:32                                                                        | Falcon 9 Block 5                                                                                | B1073.4                                                                                         | Starlink Group 4-35                                                                             | 52 Kommunikationssatelliten | LEO                                                                                             | Erfolg |
| 155.                                                                                            | 8. Oktober 2022 23:05                                                                           | Falcon 9 Block 5                                                                                | B1060.14                                                                                        | Galaxy 33 und 34                                                                                | zwei Kommunikationssatelliten | GTO                                                                                             | Erfolg |
| 156.                                                                                            | 15. Oktober 2022 05:22                                                                          | Falcon 9 Block 5                                                                                | B1069.3                                                                                         | Eutelsat Hot Bird 13F                                                                           | Kommunikationssatellit | GTO                                                                                             | Erfolg |
| 157.                                                                                            | 20. Oktober 2022 14:50                                                                          | Falcon 9 Block 5                                                                                | B1062.10                                                                                        | Starlink Group 4-36                                                                             | 54 Kommunikationssatelliten | LEO                                                                                             | Erfolg |
| 158.                                                                                            | 3. November 2022 05:22                                                                          | Falcon 9 Block 5                                                                                | B1067.7                                                                                         | Eutelsat Hot Bird 13G                                                                           | Kommunikationssatellit | GTO                                                                                             | Erfolg |
| 159.                                                                                            | 12. November 2022 16:06                                                                         | Falcon 9 Block 5                                                                                | B1051.14                                                                                        | Galaxy 31 und 32                                                                                | zwei Kommunikationssatelliten | GTO                                                                                             | Erfolg |
| 160.                                                                                            | 23. November 2022 02:57                                                                         | Falcon 9 Block 5                                                                                | B1049.11                                                                                        | Eutelsat 10B                                                                                    | Kommunikationssatellit | GTO                                                                                             | Erfolg |
| 161.                                                                                            | 11. Dezember 2022 07:38                                                                         | Falcon 9 Block 5                                                                                | B1073.5                                                                                         | Hakuto-R M1 Raschid Lunar Flashlight                                                            | Mondlander Mondrover Mondorbiter | Fluchtbahn                                                                                      | Erfolg |
| 162.                                                                                            | 16. Dezember 2022 22:48                                                                         | Falcon 9 Block 5                                                                                | B1067.8                                                                                         | O3b mPOWER 1 & 2                                                                                | zwei Kommunikationssatelliten | MEO                                                                                             | Erfolg |
| 163.                                                                                            | 28. Dezember 2022 09:34                                                                         | Falcon 9 Block 5                                                                                | B1062.11                                                                                        | Starlink Group 5-1                                                                              | 54 Kommunikationssatelliten | LEO                                                                                             | Erfolg |
| 2023                                                                                            |                                                                                                 |                                                                                                 |                                                                                                 |                                                                                                 | |                                                                                                 | |
| 164.                                                                                            | 3. Januar 2023 14:56                                                                            | Falcon 9 Block 5                                                                                | B1060.15                                                                                        | Transporter-6                                                                                   | Kleinsatelliten-Rideshare | SSO                                                                                             | Erfolg |
| 165.                                                                                            | 10. Januar 2023 04:50                                                                           | Falcon 9 Block 5                                                                                | B1076.2                                                                                         | OneWeb Launch 16                                                                                | 40 Kommunikationssatelliten | LEO                                                                                             | Erfolg |
| 166.                                                                                            | 18. Januar 2023 12:24                                                                           | Falcon 9 Block 5                                                                                | B1077.2                                                                                         | GPS III-6                                                                                       | Navigationssatellit | MTO                                                                                             | Erfolg |
| 167.                                                                                            | 26. Januar 2023 09:32                                                                           | Falcon 9 Block 5                                                                                | B1067.9                                                                                         | Starlink Group 5-2                                                                              | 56 Kommunikationssatelliten | LEO                                                                                             | Erfolg |
| 168.                                                                                            | 7. Februar 2023 01:32                                                                           | Falcon 9 Block 5                                                                                | B1073.6                                                                                         | Amazonas Nexus                                                                                  | Kommunikationssatellit | GTO                                                                                             | Erfolg |
| 169.                                                                                            | 12. Februar 2023 05:10                                                                          | Falcon 9 Block 5                                                                                | B1062.12                                                                                        | Starlink Group 5-4                                                                              | 55 Kommunikationssatelliten | LEO                                                                                             | Erfolg |
| 170.                                                                                            | 18. Februar 2023 03:59                                                                          | Falcon 9 Block 5                                                                                | B1077.3                                                                                         | Inmarsat-6 F2                                                                                   | Kommunikationssatellit | GTO                                                                                             | Erfolg |
| 171.                                                                                            | 27. Februar 2023 23:13                                                                          | Falcon 9 Block 5                                                                                | B1076.3                                                                                         | Starlink Group 6-1                                                                              | 21 Kommunikationssatelliten | LEO                                                                                             | Erfolg |
| 172.                                                                                            | 9. März 2023 19:13                                                                              | Falcon 9 Block 5                                                                                | B1073.7                                                                                         | OneWeb Launch 17                                                                                | 40 Kommunikationssatelliten | LEO                                                                                             | Erfolg |
| 173.                                                                                            | 17. März 2023 23:38                                                                             | Falcon 9 Block 5                                                                                | B1069.6                                                                                         | SES-18 und -19                                                                                  | 2 Kommunikationssatelliten | GTO                                                                                             | Erfolg |
| 175.                                                                                            | 24. März 2023 15:43                                                                             | Falcon 9 Block 5                                                                                | B1067.10                                                                                        | Starlink Group 5-5                                                                              | 56 Kommunikationssatelliten | LEO                                                                                             | Erfolg |
| 176.                                                                                            | 29. März 2023 20:01                                                                             | Falcon 9 Block 5                                                                                | B1077.4                                                                                         | Starlink Group 5-10                                                                             | 56 Kommunikationssatelliten | LEO                                                                                             | Erfolg |
| 177.                                                                                            | 7. April 2023 04:30                                                                             | Falcon 9 Block 5                                                                                | B1076.4                                                                                         | Intelsat 40e/TEMPO                                                                              | Kommunikationssatellit | GTO                                                                                             | Erfolg |
| 178.                                                                                            | 19. April 2023 14:31                                                                            | Falcon 9 Block 5                                                                                | B1073.8                                                                                         | Starlink Group 6-2                                                                              | 21 Kommunikationssatelliten | LEO                                                                                             | Erfolg |
| 179.                                                                                            | 28. April 2023 22:12                                                                            | Falcon 9 Block 5                                                                                | B1078.2                                                                                         | O3b mPOWER 3 & 4                                                                                | zwei Kommunikationssatelliten | MEO                                                                                             | Erfolg |
| 180.                                                                                            | 4. Mai 2023 07:31                                                                               | Falcon 9 Block 5                                                                                | B1069.7                                                                                         | Starlink Group 5-6                                                                              | 56 Kommunikationssatelliten | LEO                                                                                             | Erfolg |
| 181.                                                                                            | 14. Mai 2023 05:03                                                                              | Falcon 9 Block 5                                                                                | B1067.11                                                                                        | Starlink Group 5-9                                                                              | 56 Kommunikationssatelliten | LEO                                                                                             | Erfolg |
| 182.                                                                                            | 19. Mai 2023 06:19                                                                              | Falcon 9 Block 5                                                                                | B1076.5                                                                                         | Starlink Group 6-3                                                                              | 22 Kommunikationssatelliten | LEO                                                                                             | Erfolg |
| 183.                                                                                            | 27. Mai 2023 04:30                                                                              | Falcon 9 Block 5                                                                                | B1062.14                                                                                        | BADR-8 (Arabsat-7B)                                                                             | Kommunikationssatellit | GTO                                                                                             | Erfolg |
| 184.                                                                                            | 4. Juni 2023 12:20                                                                              | Falcon 9 Block 5                                                                                | B1078.3                                                                                         | Starlink Group 6-4                                                                              | 22 Kommunikationssatelliten | LEO                                                                                             | Erfolg |
| 185.                                                                                            | 12. Juni 2023 07:10                                                                             | Falcon 9 Block 5                                                                                | B1073.9                                                                                         | Starlink Group 5-11                                                                             | 52 Kommunikationssatelliten | LEO                                                                                             | Erfolg |
| 186.                                                                                            | 18. Juni 2023 22:21                                                                             | Falcon 9 Block 5                                                                                | B1067.12                                                                                        | SATRIA                                                                                          | Kommunikationssatellit | GTO                                                                                             | Erfolg |
| 187.                                                                                            | 23. Juni 2023 15:35                                                                             | Falcon 9 Block 5                                                                                | B1069.8                                                                                         | Starlink Group 5-12                                                                             | 56 Kommunikationssatelliten | LEO                                                                                             | Erfolg |
| 188.                                                                                            | 1. Juli 2023 15:12                                                                              | Falcon 9 Block 5                                                                                | B1080.2                                                                                         | Euclid                                                                                          | Weltraumteleskop | L2TO                                                                                            | Erfolg |
| 189.                                                                                            | 10. Juli 2023 03:58                                                                             | Falcon 9 Block 5                                                                                | B1058.16                                                                                        | Starlink Group 6-5                                                                              | 22 Kommunikationssatelliten | LEO                                                                                             | Erfolg |
| 190.                                                                                            | 16. Juli 2023 03:50                                                                             | Falcon 9 Block 5                                                                                | B1060.16                                                                                        | Starlink Group 5-15                                                                             | 54 Kommunikationssatelliten | LEO                                                                                             | Erfolg |
| 191.                                                                                            | 24. Juli 2023 00:50                                                                             | Falcon 9 Block 5                                                                                | B1076.6                                                                                         | Starlink Group 6-6                                                                              | 22 Kommunikationssatelliten | LEO                                                                                             | Erfolg |
| 192.                                                                                            | 28. Juli 2023 04:01                                                                             | Falcon 9 Block 5                                                                                | B1062.15                                                                                        | Starlink Group 6-7                                                                              | 22 Kommunikationssatelliten | LEO                                                                                             | Erfolg |
| 193.                                                                                            | 3. August 2023 05:00                                                                            | Falcon 9 Block 5                                                                                | B1077.6                                                                                         | Galaxy 37                                                                                       | Kommunikationssatellit | GTO                                                                                             | Erfolg |
| 194.                                                                                            | 7. August 2023 02:41                                                                            | Falcon 9 Block 5                                                                                | B1078.4                                                                                         | Starlink Group 6-8                                                                              | 22 Kommunikationssatelliten | LEO                                                                                             | Erfolg |
| 195.                                                                                            | 11. August 2023 05:17                                                                           | Falcon 9 Block 5                                                                                | B1069.9                                                                                         | Starlink Group 6-9                                                                              | 22 Kommunikationssatelliten | LEO                                                                                             | Erfolg |
| 196.                                                                                            | 17. August 2023 03:36                                                                           | Falcon 9 Block 5                                                                                | B1067.13                                                                                        | Starlink Group 6-10                                                                             | 22 Kommunikationssatelliten | LEO                                                                                             | Erfolg |
| 196.                                                                                            | 27. August 2023 01:05                                                                           | Falcon 9 Block 5                                                                                | B1080.3                                                                                         | Starlink Group 6-11                                                                             | 22 Kommunikationssatelliten | LEO                                                                                             | Erfolg |
| 197.                                                                                            | 1. September 2023 02:21                                                                         | Falcon 9 Block 5                                                                                | B1077.7                                                                                         | Starlink Group 6-13                                                                             | 22 Kommunikationssatelliten | LEO                                                                                             | Erfolg |
| 198.                                                                                            | 9. September 2023 03:12                                                                         | Falcon 9 Block 5                                                                                | B1076.7                                                                                         | Starlink Group 6-14                                                                             | 22 Kommunikationssatelliten | LEO                                                                                             | Erfolg |
| 199.                                                                                            | 16. September 2023 03:38                                                                        | Falcon 9 Block 5                                                                                | B1078.5                                                                                         | Starlink Group 6-16                                                                             | 22 Kommunikationssatelliten | LEO                                                                                             | Erfolg |
| 200.                                                                                            | 20. September 2023 03:38                                                                        | Falcon 9 Block 5                                                                                | B1058.17                                                                                        | Starlink Group 6-17                                                                             | 22 Kommunikationssatelliten | LEO                                                                                             | Erfolg 200. Start vom Space Launch Complex 40. |
| 201.                                                                                            | 24. September 2023 03:38                                                                        | Falcon 9 Block 5                                                                                | B1060.17                                                                                        | Starlink Group 6-18                                                                             | 22 Kommunikationssatelliten | LEO                                                                                             | Erfolg |
| 202.                                                                                            | 30. September 2023 02:00                                                                        | Falcon 9 Block 5                                                                                | B1069.10                                                                                        | Starlink Group 6-19                                                                             | 22 Kommunikationssatelliten | LEO                                                                                             | Erfolg |
| 203.                                                                                            | 5. Oktober 2023 05:36                                                                           | Falcon 9 Block 5                                                                                | B1076.8                                                                                         | Starlink Group 6-21                                                                             | 22 Kommunikationssatelliten | LEO                                                                                             | Erfolg |
| 204.                                                                                            | 13. Oktober 2023 23:01                                                                          | Falcon 9 Block 5                                                                                | B1067.14                                                                                        | Starlink Group 6-22                                                                             | 22 Kommunikationssatelliten | LEO                                                                                             | Erfolg |
| 205.                                                                                            | 18. Oktober 2023 00:39                                                                          | Falcon 9 Block 5                                                                                | B1062.18                                                                                        | Starlink Group 6-23                                                                             | 22 Kommunikationssatelliten | LEO                                                                                             | Erfolg |
| 206.                                                                                            | 22. Oktober 2023 02:17                                                                          | Falcon 9 Block 5                                                                                | B1080.4                                                                                         | Starlink Group 6-24                                                                             | 23 Kommunikationssatelliten | LEO                                                                                             | Erfolg |
| 207.                                                                                            | 30. Oktober 2023 32:20                                                                          | Falcon 9 Block 5                                                                                | B1077.8                                                                                         | Starlink Group 6-25                                                                             | 23 Kommunikationssatelliten | LEO                                                                                             | Erfolg |
| 208.                                                                                            | 4. November 2023 00:37                                                                          | Falcon 9 Block 5                                                                                | B1058.18                                                                                        | Starlink Group 6-26                                                                             | 23 Kommunikationssatelliten | LEO                                                                                             | Erfolg |
| 209.                                                                                            | 8. November 2023 05:05                                                                          | Falcon 9 Block 5                                                                                | B1073.11                                                                                        | Starlink Group 6-27                                                                             | 23 Kommunikationssatelliten | LEO                                                                                             | Erfolg |
| 210.                                                                                            | 12. November 2023 21:08                                                                         | Falcon 9 Block 5                                                                                | B1076.9                                                                                         | 03b mPOWER 3 & 4                                                                                | 2 Kommunikationssatelliten | MEO                                                                                             | Erfolg |
| 211.                                                                                            | 18. November 2023 05:05                                                                         | Falcon 9 Block 5                                                                                | B1069.11                                                                                        | Starlink Group 6-28                                                                             | 23 Kommunikationssatelliten | LEO                                                                                             | Erfolg |
| 212.                                                                                            | 22. November 2023 07:47                                                                         | Falcon 9 Block 5                                                                                | B1067.15                                                                                        | Starlink Group 6-29                                                                             | 23 Kommunikationssatelliten | LEO                                                                                             | Erfolg |
| 213.                                                                                            | 28. November 2023 04:20                                                                         | Falcon 9 Block 5                                                                                | B1062.17                                                                                        | Starlink Group 6-30                                                                             | 23 Kommunikationssatelliten | LEO                                                                                             | Erfolg |
| 214.                                                                                            | 3. Dezember 2023 04:00                                                                          | Falcon 9 Block 5                                                                                | B1078.6                                                                                         | Starlink Group 6-31                                                                             | 23 Kommunikationssatelliten | LEO                                                                                             | Erfolg |
| 215.                                                                                            | 7. Dezember 2023 05:07                                                                          | Falcon 9 Block 5                                                                                | B1077.9                                                                                         | Starlink Group 6-33                                                                             | 23 Kommunikationssatelliten | LEO                                                                                             | Erfolg |
| 216.                                                                                            | 19. Dezember 2023 04:01                                                                         | Falcon 9 Block 5                                                                                | B1081.3                                                                                         | Starlink Group 6-34                                                                             | 23 Kommunikationssatelliten | LEO                                                                                             | Erfolg |
| 217.                                                                                            | 23. Dezember 2023 05:33                                                                         | Falcon 9 Block 5                                                                                | B1058.19                                                                                        | Starlink Group 6-32                                                                             | 23 Kommunikationssatelliten | LEO                                                                                             | Erfolg Erfolgreiche Landung der Erststufe, jedoch stürzte sie auf der Rückfahrt bei starkem Wellengang ins Meer.                                                              |
| 218.                                                                                            | 29. Dezember 2023 04:01                                                                         | Falcon 9 Block 5                                                                                | B1069.12                                                                                        | Starlink Group 6-36                                                                             | 23 Kommunikationssatelliten | LEO                                                                                             | Erfolg |
| 2024                                                                                            |                                                                                                 |                                                                                                 |                                                                                                 |                                                                                                 | |                                                                                                 | |
| 219.                                                                                            | 3. Januar 2024 23:04                                                                            | Falcon 9 Block 5                                                                                | B1076.10                                                                                        | Ovzon 3                                                                                         | Kommunikationssatellit | GTO                                                                                             | Erfolg |
| 220.                                                                                            | 7. Januar 2024 22:35                                                                            | Falcon 9 Block 5                                                                                | B1067.16                                                                                        | Starlink Group 6-35                                                                             | 23 Kommunikationssatelliten | LEO                                                                                             | Erfolg |
| 221.                                                                                            | 15. Januar 2024 01:52                                                                           | Falcon 9 Block 5                                                                                | B1073.12                                                                                        | Starlink Group 6-37                                                                             | 23 Kommunikationssatelliten | LEO                                                                                             | Erfolg |
| 222.                                                                                            | 30. Januar 2024 17:07                                                                           | Falcon 9 Block 5                                                                                | B1077.10                                                                                        | Cygnus CRS-20                                                                                   | Raumtransporter | LEO                                                                                             | Erfolg |
| 223.                                                                                            | 8. Februar 2024 06:33                                                                           | Falcon 9 Block 5                                                                                | B1081.4                                                                                         | PACE                                                                                            | Erdbeobachtungssatellit | SSO                                                                                             | Erfolg |
| 224.                                                                                            | 14. Februar 2024 22:30                                                                          | Falcon 9 Block 5                                                                                | B1078.7                                                                                         | USSF-124                                                                                        | 6 milit. Frühwarnsatelliten | LEO                                                                                             | Erfolg |
| 225.                                                                                            | 20. Februar 2024 20:11                                                                          | Falcon 9 Block 5                                                                                | B1067.17                                                                                        | Merah Putih 2                                                                                   | Kommunikationssatellit | GTO                                                                                             | Erfolg |
| 226.                                                                                            | 25. Februar 2024 22:06                                                                          | Falcon 9 Block 5                                                                                | B1069.13                                                                                        | Starlink Group 6-39                                                                             | 24 Kommunikationssatelliten | LEO                                                                                             | Erfolg |
| 227.                                                                                            | 29. Februar 2024 15:30                                                                          | Falcon 9 Block 5                                                                                | B1076.11                                                                                        | Starlink Group 6-40                                                                             | 23 Kommunikationssatelliten | LEO                                                                                             | Erfolg |
| 228.                                                                                            | 4. März 2024 23:56                                                                              | Falcon 9 Block 5                                                                                | B1073.13                                                                                        | Starlink Group 6-41                                                                             | 23 Kommunikationssatelliten | LEO                                                                                             | Erfolg |
| 229.                                                                                            | 10. März 2024 23:05                                                                             | Falcon 9 Block 5                                                                                | B1077.11                                                                                        | Starlink Group 6-43                                                                             | 23 Kommunikationssatelliten | LEO                                                                                             | Erfolg |
| 230.                                                                                            | 21. März 2024 20:55                                                                             | Falcon 9 Block 5                                                                                | B1080.6                                                                                         | SpaceX CRS-30 10 weitere CubeSats                                                               | Dragon 2 Technologieerprobungssatelliten | LEO                                                                                             | Erfolg |
| 231.                                                                                            | 25. März 2024 23:42                                                                             | Falcon 9 Block 5                                                                                | B1078.8                                                                                         | Starlink Group 6-46                                                                             | 23 Kommunikationssatelliten | LEO                                                                                             | Erfolg |
| 232.                                                                                            | 31. März 2024 01:30                                                                             | Falcon 9 Block 5                                                                                | B1067.18                                                                                        | Starlink Group 6-45                                                                             | 23 Kommunikationssatelliten | LEO                                                                                             | Erfolg |
| 233.                                                                                            | 5. April 2024 09:12                                                                             | Falcon 9 Block 5                                                                                | B1069.14                                                                                        | Starlink Group 6-47                                                                             | 23 Kommunikationssatelliten | LEO                                                                                             | Erfolg |
| 234.                                                                                            | 10. April 2024 05:40                                                                            | Falcon 9 Block 5                                                                                | B1083.2                                                                                         | Starlink Group 6-48                                                                             | 23 Kommunikationssatelliten | LEO                                                                                             | Erfolg |
| 235.                                                                                            | 13. April 2024 01:40                                                                            | Falcon 9 Block 5                                                                                | B1062.20                                                                                        | Starlink Group 6-49                                                                             | 23 Kommunikationssatelliten | LEO                                                                                             | Erfolg |
| 236.                                                                                            | 18. April 2024 22:40                                                                            | Falcon 9 Block 5                                                                                | B1080.7                                                                                         | Starlink Group 6-52                                                                             | 23 Kommunikationssatelliten | LEO                                                                                             | Erfolg |
| 237.                                                                                            | 23. April 2024 22:17                                                                            | Falcon 9 Block 5                                                                                | B1078.9                                                                                         | Starlink Group 6-53                                                                             | 23 Kommunikationssatelliten | LEO                                                                                             | Erfolg |
| 238.                                                                                            | 28. April 2024 22:08                                                                            | Falcon 9 Block 5                                                                                | B1076.13                                                                                        | Starlink Group 6-54                                                                             | 23 Kommunikationssatelliten | LEO                                                                                             | Erfolg |
| 239.                                                                                            | 3. Mai 2024 02:37                                                                               | Falcon 9 Block 5                                                                                | B1067.19                                                                                        | Starlink Group 6-55                                                                             | 23 Kommunikationssatelliten | LEO                                                                                             | Erfolg |
| 240.                                                                                            | 6. Mai 2024 18:14                                                                               | Falcon 9 Block 5                                                                                | B1069.15                                                                                        | Starlink Group 6-57                                                                             | 23 Kommunikationssatelliten | LEO                                                                                             | Erfolg |
| 241.                                                                                            | 13. Mai 2024 00:53                                                                              | Falcon 9 Block 5                                                                                | B1073.15                                                                                        | Starlink Group 6-58                                                                             | 23 Kommunikationssatelliten | LEO                                                                                             | Erfolg |
| 242.                                                                                            | 18. Mai 2024 00:32                                                                              | Falcon 9 Block 5                                                                                | B1062.21                                                                                        | Starlink Group 6-59                                                                             | 23 Kommunikationssatelliten | LEO                                                                                             | Erfolg |
| 243.                                                                                            | 23. Mai 2024 02:35                                                                              | Falcon 9 Block 5                                                                                | B1080.8                                                                                         | Starlink Group 6-62                                                                             | 23 Kommunikationssatelliten | LEO                                                                                             | Erfolg |
| 244.                                                                                            | 28. Mai 2024 14:24                                                                              | Falcon 9 Block 5                                                                                | B1078.10                                                                                        | Starlink Group 6-60                                                                             | 23 Kommunikationssatelliten | LEO                                                                                             | Erfolg |
| 245.                                                                                            | 1. Juni 2024 02:37                                                                              | Falcon 9 Block 5                                                                                | B1076.14                                                                                        | Starlink Group 6-64                                                                             | 23 Kommunikationssatelliten | LEO                                                                                             | Erfolg |
| 246.                                                                                            | 5. Juni 2024 02:16                                                                              | Falcon 9 Block 5                                                                                | B1067.20                                                                                        | Starlink Group 8-5                                                                              | 20 Kommunikationssatelliten | LEO                                                                                             | Erfolg |
| 247.                                                                                            | 8. Juni 2024 01:56                                                                              | Falcon 9 Block 5                                                                                | B1069.16                                                                                        | Starlink Group 6-57                                                                             | 22 Kommunikationssatelliten | LEO                                                                                             | Erfolg |
| 248.                                                                                            | 20. Juni 2024 21:35                                                                             | Falcon 9 Block 5                                                                                | B1080.9                                                                                         | Astra 1P/SES-24                                                                                 | Kommunikationssatellit | GTO                                                                                             | Erfolg |
| 249.                                                                                            | 23. Juni 2024 17:15                                                                             | Falcon 9 Block 5                                                                                | B1078.11                                                                                        | Starlink Group 10-2                                                                             | 23 Kommunikationssatelliten | LEO                                                                                             | Erfolg |
| 250.                                                                                            | 27. Juni 2024 11:14                                                                             | Falcon 9 Block 5                                                                                | B1062.22                                                                                        | Starlink Group 10-3                                                                             | 23 Kommunikationssatelliten | LEO                                                                                             | Erfolg |
| 251.                                                                                            | 3. Juli 2024 08:55                                                                              | Falcon 9 Block 5                                                                                | B1073.16                                                                                        | Starlink Group 8-9                                                                              | 20 Kommunikationssatelliten | LEO                                                                                             | Erfolg |
| 252.                                                                                            | 8. Juli 2024 23:30                                                                              | Falcon 9 Block 5                                                                                | B1076.15                                                                                        | Türksat 6A                                                                                      | Kommunikationssatellit | GTO                                                                                             | Erfolg |
| 253.                                                                                            | 28. Juli 2024 05:09                                                                             | Falcon 9 Block 5                                                                                | B1077.14                                                                                        | Starlink Group 10-4                                                                             | 23 Kommunikationssatelliten | LEO                                                                                             | Erfolg |
| 254.                                                                                            | 4. August 2024 15:02                                                                            | Falcon 9 Block 5                                                                                | B1080.10                                                                                        | Cygnus CRS-21 9 CubeSats                                                                        | Raumtransporter Kleinsatelliten | LEO                                                                                             | Erfolg |
| 255.                                                                                            | 10. August 2024 12:50                                                                           | Falcon 9 Block 5                                                                                | B1067.21                                                                                        | Starlink Group 8-3                                                                              | 21 Kommunikationssatelliten | LEO                                                                                             | Erfolg |
| 256.                                                                                            | 15. August 2024 13:00                                                                           | Falcon 9 Block 5                                                                                | B1076.16                                                                                        | WorldView Legion 3 & 4                                                                          | 2 Erdbeobachtungssatelliten | LEO                                                                                             | Erfolg |
| 257.                                                                                            | 20. August 2024 13:20                                                                           | Falcon 9 Block 5                                                                                | B1085.1                                                                                         | Starlink Group 10-5                                                                             | 22 Kommunikationssatelliten | LEO                                                                                             | Erfolg |
| 258.                                                                                            | 28. August 2024 07:48                                                                           | Falcon 9 Block 5                                                                                | B1062.23                                                                                        | Starlink Group 8-6                                                                              | 21 Kommunikationssatelliten | LEO                                                                                             | Erfolg Booster kippte bei Landung um und fiel ins Wasser. |
| 259.                                                                                            | 31. August 2024 07:43                                                                           | Falcon 9 Block 5                                                                                | B1069.18                                                                                        | Starlink Group 8-10                                                                             | 21 Kommunikationssatelliten | LEO                                                                                             | Erfolg |
| 260.                                                                                            | 5. September 2024 15:11                                                                         | Falcon 9 Block 5                                                                                | B1077.15                                                                                        | Starlink Group 8-11                                                                             | 21 Kommunikationssatelliten | LEO                                                                                             | Erfolg |
| 261.                                                                                            | 12. September 2024 08:52                                                                        | Falcon 9 Block 5                                                                                | B1078.13                                                                                        | BlueBird Block 1 (1-5)                                                                          | 5 Kommunikationssatelliten | LEO                                                                                             | Erfolg |
| 262.                                                                                            | 17. September 2024 22:50                                                                        | Falcon 9 Block 5                                                                                | B1067.22                                                                                        | Galileo-FOC FM26 & FM32                                                                         | 2 Navigationssatelliten | MEO                                                                                             | Erfolg |
| 263.                                                                                            | 28. September 2024 17:17                                                                        | Falcon 9 Block 5                                                                                | B1085.2                                                                                         | SpaceX Crew-9                                                                                   | bemannte Mission zur ISS | LEO                                                                                             | Erfolg |
| 264.                                                                                            | 7. Oktober 2024 14:52                                                                           | Falcon 9 Block 5                                                                                | B1061.23                                                                                        | Hera                                                                                            | Raumsonde | Fluchtbahn                                                                                      | Erfolg |
| 265.                                                                                            | 15. Oktober 2024 06:10                                                                          | Falcon 9 Block 5                                                                                | B1080.11                                                                                        | Starlink Group 10-10                                                                            | 23 Kommunikationssatelliten | LEO                                                                                             | Erfolg |
| 266.                                                                                            | 18. Oktober 2024 23:31                                                                          | Falcon 9 Block 5                                                                                | B1076.17                                                                                        | Starlink Group 8-19                                                                             | 20 Kommunikationssatelliten | LEO                                                                                             | Erfolg |
| 267.                                                                                            | 23. Oktober 2024 21:47                                                                          | Falcon 9 Block 5                                                                                | B1073.18                                                                                        | Starlink Group 6-61                                                                             | 23 Kommunikationssatelliten | LEO                                                                                             | Erfolg |
| 268.                                                                                            | 26. Oktober 2024 21:47                                                                          | Falcon 9 Block 5                                                                                | B1069.19                                                                                        | Starlink Group 10-8                                                                             | 22 Kommunikationssatelliten | LEO                                                                                             | Erfolg |
| 269.                                                                                            | 30. Oktober 2024 21:10                                                                          | Falcon 9 Block 5                                                                                | B1078.14                                                                                        | Starlink Group 10-13                                                                            | 23 Kommunikationssatelliten | LEO                                                                                             | Erfolg |
| 270.                                                                                            | 7. November 2024 20:19                                                                          | Falcon 9 Block 5                                                                                | B1085.3                                                                                         | Starlink Group 6-77                                                                             | 23 Kommunikationssatelliten | LEO                                                                                             | Erfolg |
| 271.                                                                                            | 11. November 2024 21:28                                                                         | Falcon 9 Block 5                                                                                | B1080.12                                                                                        | Starlink Group 6-69                                                                             | 24 Kommunikationssatelliten | LEO                                                                                             | Erfolg |
| 272.                                                                                            | 14. November 2024 13:21                                                                         | Falcon 9 Block 5                                                                                | B1076.18                                                                                        | Starlink Group 6-68                                                                             | 24 Kommunikationssatelliten | LEO                                                                                             | Erfolg |
| 273.                                                                                            | 18. November 2024 18:31                                                                         | Falcon 9 Block 5                                                                                | B1073.19                                                                                        | GSAT-20                                                                                         | Kommunikationssatellit | GTO                                                                                             | Erfolg |
| 274.                                                                                            | 21. November 2024 16:07                                                                         | Falcon 9 Block 5                                                                                | B1069.20                                                                                        | Starlink Group 6-66                                                                             | 24 Kommunikationssatelliten | LEO                                                                                             | Erfolg |
| 275.                                                                                            | 25. November 2024 10:02                                                                         | Falcon 9 Block 5                                                                                | B1080.13                                                                                        | Starlink Group 12-1                                                                             | 23 Kommunikationssatelliten | LEO                                                                                             | Erfolg |
| 276.                                                                                            | 30. November 2024 05:00                                                                         | Falcon 9 Block 5                                                                                | B1083.6                                                                                         | Starlink Group 6-65                                                                             | 24 Kommunikationssatelliten | LEO                                                                                             | Erfolg |
| 277.                                                                                            | 4. Dezember 2024 10:13                                                                          | Falcon 9 Block 5                                                                                | B1067.24                                                                                        | Starlink Group 6-70                                                                             | 24 Kommunikationssatelliten | LEO                                                                                             | Erfolg |
| 278.                                                                                            | 8. Dezember 2024 05:12                                                                          | Falcon 9 Block 5                                                                                | B1086.2                                                                                         | Starlink Group 12-5                                                                             | 23 Kommunikationssatelliten | LEO                                                                                             | Erfolg |
| 279.                                                                                            | 17. Dezember 2024 00:52                                                                         | Falcon 9 Block 5                                                                                | B1085.4                                                                                         | GPS-III 7 (USA 440)                                                                             | Navigationssatellit | MEO                                                                                             | Erfolg |
| 280.                                                                                            | 29. Dezember 2024 05:00                                                                         | Falcon 9 Block 5                                                                                | B1083.7                                                                                         | Philippines Sat 2 (Agila) NuView A & B UtilitySat 1                                             | 4 Kommunikationssatelliten | GTO                                                                                             | Erfolg |